# Oshamambe
Oshamambe (japanska: 長万部町?, Oshamambe-chō) är en landskommun (köping) i Hokkaido prefektur i Japan.  